# Руд, Бобби
Роберт Фрэнсис Руд-младший (англ. Robert Francis Roode Jr., род. 11 мая 1977, Питерборо, Онтарио) — бывший канадский рестлер, в настоящее время работающий в WWE в качестве продюсера.
Руд известен благодаря своей 12-летней карьере в Total Nonstop Action Wrestling (TNA). Дебютировав в TNA в составе команды «Команды Канады» в 2004 году, он вместе с Эриком Янгом выиграл командное чемпионство мира NWA. После распада команды он начал выступать в одиночном разряде, а затем сформировал команду с Джеймсом Штормом под названием «Пивные деньги». Вместе со Штормом он стал шестикратным командным чемпионом мира TNA, они являются самыми длительными чемпионами в истории TNA. В итоге Руд стал двукратным чемпионом мира TNA в тяжелом весе, причем его первое чемпионство было самым продолжительным в истории компании — 256 дней. В последующие годы работы в компании Руд также выиграл командное чемпионство мира вместе с Остином Эйрисом и был однократным чемпионом «Царь годы» в TNA.
В 2016 году он начал свою карьеру в WWE на бренде NXT, где он был однократным чемпионом NXT до своего вызова в основной ростер. Руд дебютировал на SmackDown в августе 2017 года, выиграл титул чемпион Соединённых Штатов WWE в январе 2018 года и командное чемпионство WWE Raw с Чедом Гейблом в декабре того же года. С 2019 года он один раз владел титулом чемпиона 24/7 и по одному разу владел командным чемпионством Raw и SmackDown с Дольфом Зигглером.

## Личная жизнь
У Руда и его жены Трейси есть три сына — Бобби, Райли и Николас. Также он является лучшим другом профессионального игрока в лакросс — Трейси Келаски.

## Титулы и достижения
- The Baltimore Sun
  - Команда года (2009) – с Джеймсом Штормом[7]
- Border City Wrestling
  - Канадо-американский чемпион BCW в тяжёлом весе (1 раз)[8][9]
  - Канадо-американский командный чемпион BCW (1 раз) – с Пити Уильямсом[10][11]
- NWA Shockwave
  - Чемпион NWA Cyberspace в тяжёлом весе (1 раз)[12][13]
  - Интернет-чемпион NWA Shockwave (1 раз)[14][15]
- Prime Time Wrestling
  - Чемпион PTW в тяжёлом весе (2 раза)[16]
- Pro Wrestling Illustrated
  - Команда года (2008, 2011) с Джеймсом Штормом[17][18]
  - № 2 в топ 500 рестлеров в рейтинге PWI 500 в 2012[19]
- Real Action Wrestling
  - Чемпион RAW в тяжёлом весе (4 раза)[20][21]
- Total Nonstop Action Wrestling
  - Чемпион мира TNA в тяжёлом весе (2 раза)[22][23]
  - Чемпионство царя горы TNA (1 раз)[24][25]
  - Командный чемпион мира TNA  (6 раз)[26] – с Джеймсом Штормом (5) и Остином Эйрисом (1)
  - Командный чемпион мира NWA (2 раза) – с Эриком Янгом[27][28]
  - Bound for Glory Series (2011)[29]
  - Team 3D Invitational Tag Team Tournament (2009) – с Джеймсом Штормом[30]
  - TNA Tag Team Championship Series (2010) – с Джеймсом Штормом[31]
  - TNA Tournament of Champions (2013)[32]
- Twin Wrestling Entertainment
  - Чемпион TWE в тяжёлом весе (1 раз)[33][34]
- Universal Wrestling Alliance
  - Чемпион UWA в тяжёлом весе (2 раза)[35]
  - Командный чемпион UWA (1 раз) – с Пити Уильямсом[36]
- Wrestling Observer Newsletter
  - Худший матч года (2006) обратный Battle Royal на Impact![37]
- WWE
  - Чемпион NXT (1 раз)[38][39]
  - Чемпион 24/7 WWE (1 раз)[40][41]
  - Чемпион Соединённых Штатов WWE (1 раз)[42][43]
  - Командный чемпион WWE SmackDown (1 раз) – с Дольфом Зигглером[44][45]
  - Командный чемпион WWE Raw (2 раза) – с Чедом Гейблом (1) и Дольфом Зигглером (1)[46][47]
  - WWE United States Championship Tournament (2017–2018)[48][49]